# 담양동초등학교
담양동초등학교는 대한민국 전라남도 담양군 담양읍 객사리에 있는 공립 초등학교이다.

## 학교 연혁
- 1907년 8월 1일 사립 광명학교 개교
- 1909년 3월 15일 공립담양보통학교 개편
- 1911년 11월 1일 4년제 인가
- 1920년 4월 1일 6년제로 개편
- 1938년 4월 1일 담양동공립심상소학교 개명
- 1941년 4월 1일 담양동공립국민학교로 개명
- 1950년 9월 1일 담양동국민학교로 개명
- 2007년 5월 23일 인조잔디운동장 구축
- 2017년 3월 1일 제32대 정경인 교장 부임
- 2018년 2월 13일 제107회 졸업(34명) 총17,314명

## 참고 자료
- 담양동초등학교 - 한국교육학술정보원 학교알리미